# 梅森立法程序準則
《梅森立法程序準則》（Masons Manual of Legislative Procedure）是一本由美國議事學家保羅·梅森於1935年出版的議事程序手冊，蒐集、整理美國各地法院判決與立法慣例，廣為美國各州立法機構、印度國會與巴基斯坦國會採用。此準則收錄範圍含蓋動議、程序、表決方法，均適用於立法機構。
《梅森立法程序準則》作者保羅·梅森是加利福尼亞州參議院的學者，曾在1951年出版《加利福尼亞州立憲史》（Constitutional History of California）。
梅森在遺囑中指定由全美州議會聯合會年會取得此書版權。

## 另見
- 羅伯特議事規則